# Konrad II. (Worms)
Konrad II., auch Konrad von Sternberg († 18. Januar 1192) war von 1171 bis 1192 Bischof von Worms und ließ das heutige Westwerk des Wormser Domes erbauen. 

## Herkunft und Familie
Er entstammte dem fränkischen Adelsgeschlecht der Herren von Sternberg, die Eltern sind nicht überliefert. Sein Neffe war der spätere Wormser Bischof und Mainzer Gegenerzbischof Leopold II. von Schönfeld († 1217). Der Würzburger Bischof Berthold II. von Sternberg († 1287) ist ein Verwandter aus der gleichen Adelsfamilie.

## Leben und Wirken

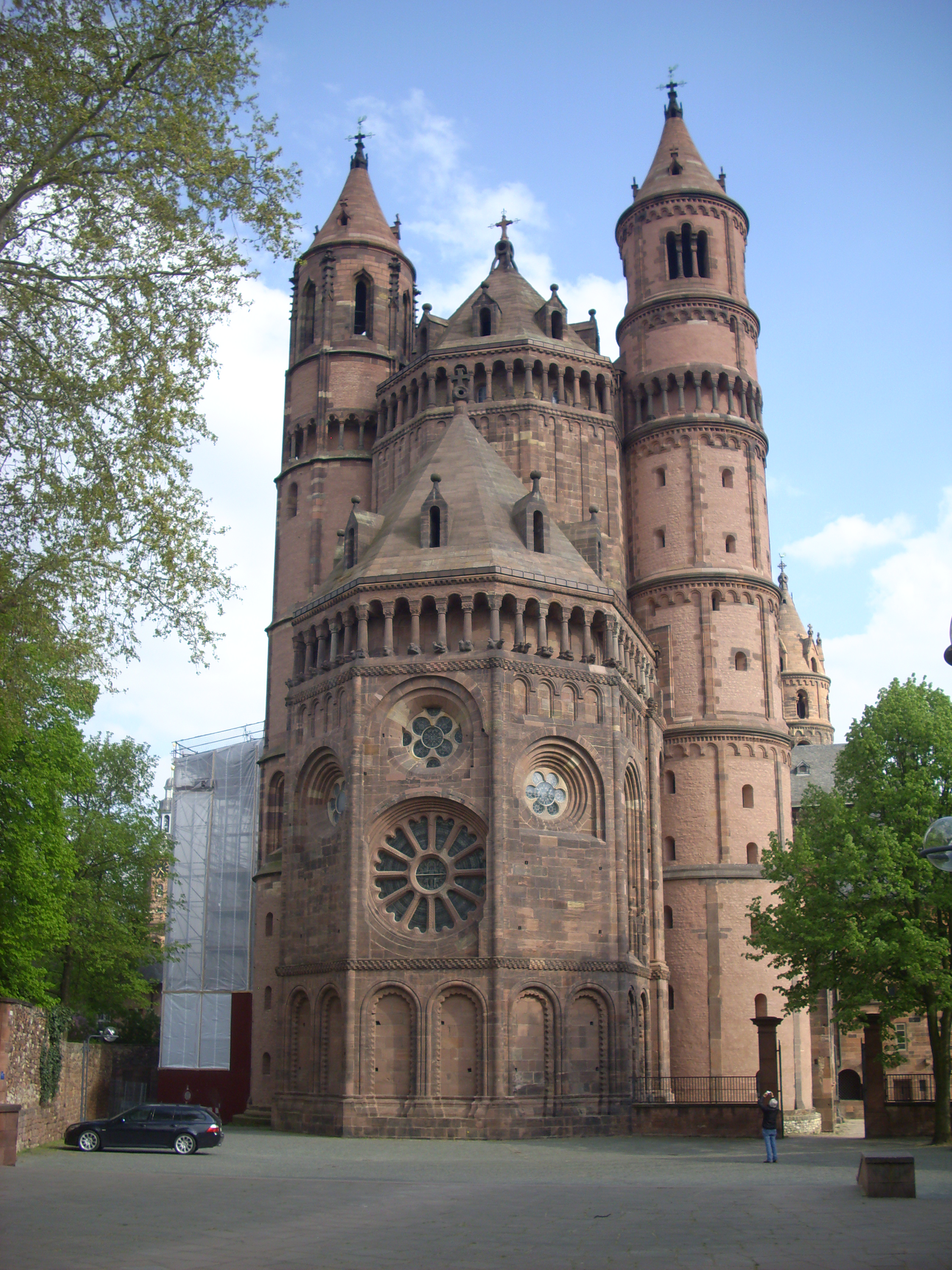
Das unter Bischof Konrad II. erbaute Westwerk des Wormser Domes

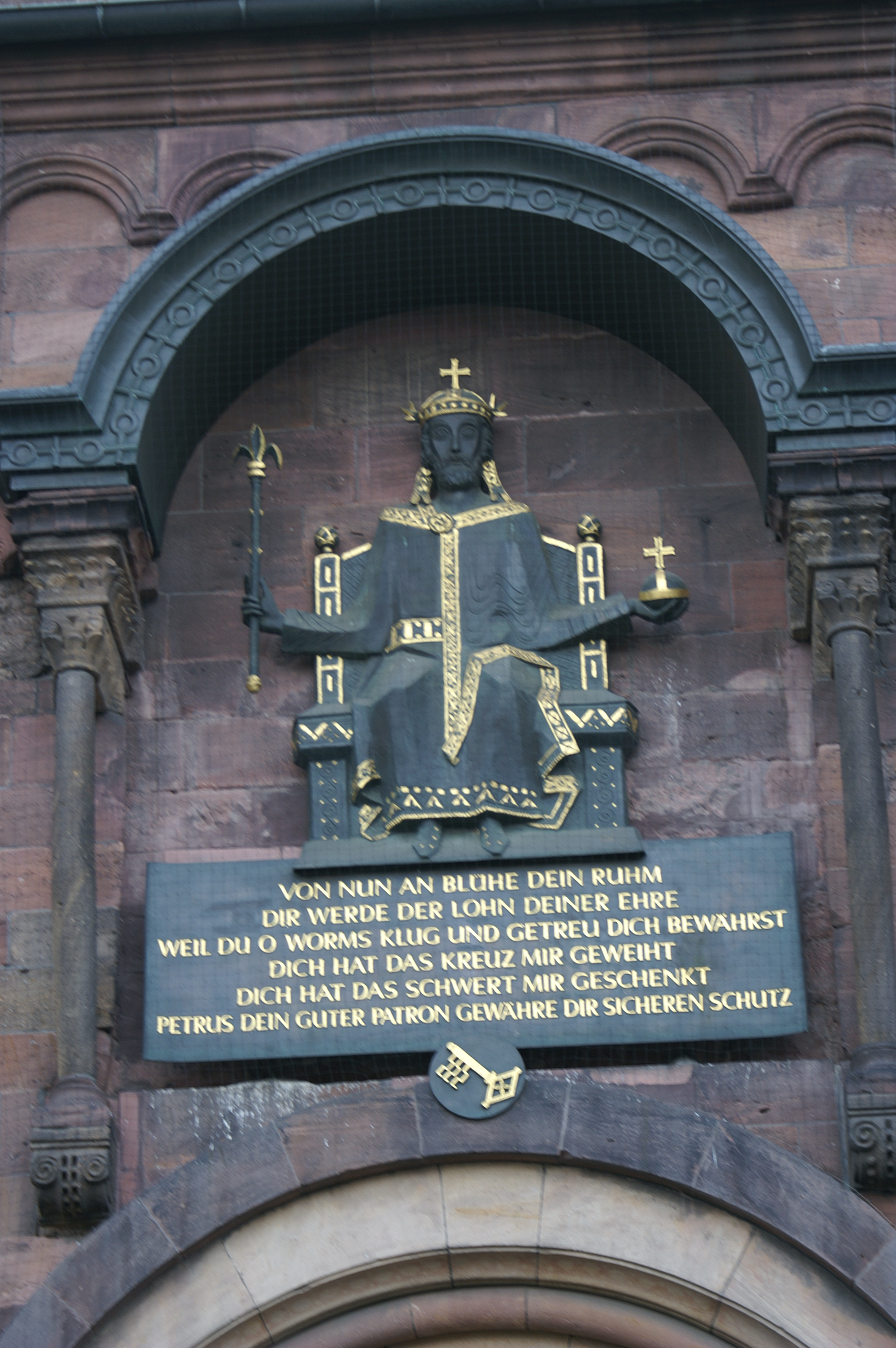
Plastik Friedrich Barbarossas am Kaiserportal des Wormser Domes, zur Erinnerung an seinen Besuch unter Bischof Konrad II. 1184 und die dabei erfolgte Privilegienerteilung.

Konrad von Sternberg stand in enger Bindung zu Kaiser Friedrich Barbarossa, der ihn 1171, nach dem Tod des Vorgängers Konrad I., zum Wormser Bischof berief. Vorher amtierte er als Propst des Cyriakusstifts zu Worms-Neuhausen.
Der Kaiser setzte Bischof Konrad II. in vielfältiger Weise für seine Hofdienste ein und hatte offenbar großes Vertrauen zu ihm. Schon im Jahr des Amtsantritts entsandte er ihn nach Konstantinopel um Verhandlungen wegen der geplanten Heirat einer Tochter des oströmischen Kaisers Manuel I. mit seinem Sohn zu führen. 
Ende 1176 begleitete er den seit 1160 exkommunizierten Herrscher nach Rom, um mit Papst Alexander III. jene Angelegenheit zu bereinigen und das vom Kaiser unterstützte Schisma zu beenden. Dies gelang 1177, Bischof Konrad hatte an der Aussöhnung entscheidenden Anteil. In Deutschland hielt sich Kaiser Friedrich Barbarossa öfter bei ihm in Worms auf. Dadurch wurden mehrere Wormser Kleriker in die Hofkapelle aufgenommen und Hofkleriker Barbarossas erwarben auch verstärkt Pfründen in Worms. 1179 erschien Konrad II. auf dem Dritten Laterankonzil. In diesem Zusammenhang erhielt er – vermutlich in Rom – die Bischofsweihe.
Trotz vielfältiger Inanspruchnahme für das Reich und den Herrscher kümmerte sich der Oberhirte aber auch um sein Bistum. Ein besonderes Anliegen war ihm die Vollendung des Wormser Domes, dessen Neubau sein Vorgänger Burchard II. um 1130 begonnen hatte und von Konrad I. fortgesetzt worden war. Konrad II. ließ zwischen 1171 und 1181 das heute noch existierende Westwerk errichten, am 2. Mai 1181 weihte er die Kathedrale feierlich, in Anwesenheit des Kaisers.
Bei einem seiner Wormser Besuche räumte Friedrich Barbarossa 1184 der Stadt umfangreiche Privilegien ein, die auf einer vergoldeten Kupferplatte über dem nördlichen Domportal angebracht wurden. Seit 1981 befindet sich dort zur Erinnerung eine neue Bronzetafel und eine sitzende Figur des Kaisers, gefertigt von Gustav Nonnenmacher (1914–2012).
1190 avancierte der Bischof zusätzlich zum Propst des Stiftes St. Severus Boppard, welches Amt er bis zum Tode behielt. Im gleichen Jahr entschied er im Auftrag Kaiser Heinrich VI. einen Streit zwischen den Klöstern Otterberg und Münsterdreisen, um die Oberaufsicht über den Konvent zu Enkenbach. Ebenfalls 1190 erhielt er vom Kaiser die Vogtei Dirmstein zum Erblehen, woraus sich eines der wichtigsten weltlichen Besitztümer für das Hochstift Worms entwickelte, das es bis zur Auflösung besaß; u. a. befand sich später hier die Sommerresidenz der Fürstbischöfe.
Konrad II. starb am 18. Januar 1192 und wurde in einem Steinsarg im von ihm erbauten Westchor des Domes, vor dem Laurentiusaltar beigesetzt. Das Grab entdeckte man  1886 und untersuchte es archäologisch. Die Gebeine waren komplett erhalten. Verschiedene Beigaben wurden entnommen und liegen heute im Stadtmuseum, u. a. ein Pontifikalschuh.